# Кубок России по международным шашкам среди женщин 2013 (основная программа)
Кубок России по международным шашкам среди женщин 2013 проходил одновременно с мужским турниром с 23 февраля по 1 марта в городе Ишимбае, Башкортостан. Кубок России по международным шашкам среди женщин 2013 года в быстрой программе являлся отборочным к этим соревнованиям. Приняло участие 14 спортсменок: 1 международный гроссмейстер, 1 гроссмейстер России, 1 международный мастер, 3 мастера спорта России, 8 кмс.
Соревнования проходили по ишимбайской системе.

## Главная судейская коллегия
Главный судья — арбитр ФМЖД Мельников, Александр Павлович
Главный секретарь — арбитр ФМЖД Ишимбаев, Ринат Сахиуллович

## Итоги
1 Платонова Ирина
мм, Саха (Якутия)
2 Мильшина Елена
мгр, Башкортостан
3 Попова Ангелина
кмс, Саха (Якутия)
4 Идрисова Айгуль
мс, Башкортостан
5 Аминова Алия
мс, Башкортостан
6 Георгиева Гузель
гр, Башкортостан
7 Аюпова Руфина
кмс, Башкортостан
8 Аюпова Регина
кмс, Башкортостан
9 Сагитова Азалия
кмс, Башкортостан
10 Кычкина Аяника
кмс, Саха (Якутия)
11 Осипова Кристина
кмс, Башкортостан
12 Валеева Юлия
мс, Башкортостан
13 Парахина Агата
кмс, Башкортостан
14 Болоткова Полина
кмс, Удмуртия